# Cal Patet (Golmés)
Cal Patet és un monument del municipi de Golmés (Pla d'Urgell) inclòs en l'Inventari del Patrimoni Arquitectònic de Catalunya.

## Descripció
Casa entre mitgeres de planta baixa i dos pisos, amb crugies estretes. La porta és en un lateral a la planta baixa, mentre que al primer pis s'hi obre un balcó corregut de dues portes. El segon pis és un afegit posterior a la resta, de caràcter modernista, amb un balcó central de forma circular amb balustrada i dues columnes de caràcter decoratiu. A banda i banda del balcó hi ha una finestra coronada en arc de mig punt i migpartida a través d'un pilar.
Al capdamunt de la façana hi ha una cornisa acanalada.

## Història
Patet és el renom de la família Gomà. Aquest és conegut a la vila a partir de 1800. El cognom Gomà, però, apareix per primera vegada el 1716: Miquel Gomà.